# Субатомная частица
Субатомная частица — частица, намного меньшая, чем атом. Рассматриваются два типа субатомных частиц: фундаментальные частицы, которые, согласно современным теориям, не состоят из других частиц; и составные частицы. Физика частиц и ядерная физика изучают эти частицы и как они взаимодействуют. Идея частицы подверглась серьёзному переосмыслению, когда эксперименты показали, что свет может вести себя как поток частиц (называемых фотонами), а также проявлять свойства волны. Это привело к появлению концепции корпускулярно-волнового дуализма, отражающей, что «частицы» в квантовом масштабе ведут себя как частицы и волны. Другая концепция, принцип неопределённости, утверждает, что некоторые их свойства, такие, как их одновременное положение и импульс, будучи взятыми вместе, не могут быть точно измерены. Позднее было показано, что дуальность волны и частицы применимы не только к фотонам, но и к более массивным частицам.
Взаимодействия частиц в рамках квантовой теории поля понимаются как создание и уничтожение квантов соответствующих фундаментальных взаимодействий. Это объединяет физику элементарных частиц с теорией поля.

## Классификация

### По составу
Субатомные частицы являются либо «элементарными», то есть не состоят из множества других частиц, либо «составными» и состоят из более чем одной элементарной частицы, связанной вместе.
Элементарными частицами Стандартной Модели являются:
- шесть «ароматов» кварков: верхний, нижний, странный, очарованный, красивый и истинный;
- шесть типов лептонов: электрон, электронное нейтрино, мюон, мюонное нейтрино, тау-лептон, тау-нейтрино;
- двенадцать калибровочных бозонов (переносчики взаимодействий): фотон электромагнетизма, три W и Z-бозона слабого взаимодействия и восемь глюонов сильного взаимодействия;
- бозон Хиггса.

Все они были обнаружены экспериментами, последними были истинный кварк (1995), тау-нейтрино (2000) и бозон Хиггса (2012).
Различные расширения Стандартной модели предсказывают существование элементарной частицы гравитона и многих других элементарных частиц, но по состоянию на 2019 год они не были обнаружены.

### Адроны
Почти все составные частицы содержат несколько кварков (антикварков), связанных вместе глюонами (за редким исключением, таким как позитроний и мюоний). Те, которые содержат мало (≤ 5) [анти]кварков, называются адронами. Из-за свойства, известного как удержание цвета, кварки никогда не обнаруживаются по отдельности, но всегда встречаются в адронах, содержащих несколько кварков. Адроны делятся по количеству кварков (включая антикварки) на барионы, содержащие нечётное число кварков (почти всегда 3), наиболее известные из которых это протон и нейтрон; и мезоны, содержащие чётное число кварков (почти всегда 2, один кварк и один антикварк), наиболее известными из которых являются пи-мезоны и к-мезоны.
За исключением протона и нейтрона, все другие адроны нестабильны и распадаются на другие частицы в течение микросекунд или меньше. Протон состоит из двух верхних кварков и одного нижнего кварка, а нейтрон состоит из двух нижних кварков и одного верхнего кварка. Они обычно связываются вместе в атомное ядро, например, ядро гелия-4 состоит из двух протонов и двух нейтронов. Большинство адронов не живут достаточно долго, чтобы образовать ядрообразные композитами; те, что могут (кроме протона и нейтрона) образуют гиперядра.

### По статистике
Любая субатомная частица, как любая частица в трёхмерном пространстве, которая подчиняется законам квантовой механики, может быть либо бозоном (с целочисленным спином), либо фермионом (с нечётным полуцелым спином).
В Стандартной модели все элементарные фермионы имеют спин 1/2 и делятся на кварки, которые несут цветовой заряд и, следовательно, чувствуют сильное взаимодействие, и лептоны, которые этого не делают. Элементарные бозоны включают калибровочные бозоны (фотон, W и Z, глюоны) со спином 1, в то время как бозон Хиггса является единственной элементарной частицей с нулевым спином.
Гипотетический гравитон теоретически должен иметь спин 2, но не является частью стандартной модели. Некоторые расширения, такие как суперсимметрия, предсказывают существование дополнительных элементарных частиц со спином 3/2, но по состоянию на 2019 год они не были обнаружены.
Из-за законов спина составных частиц барионы (3 кварка) имеют спин 1/2 или 3/2 и поэтому являются фермионами; мезоны (2 кварка) имеют целочисленный спин 0 или 1 и поэтому являются бозонами.

### По массе
В специальной теории относительности энергия покоящейся частицы равна её массе, умноженной на квадрат скорости света, E = mc². То есть масса может быть выражена в терминах энергии и наоборот. Если есть система отсчёта, в которой частица находится в покое, то она имеет положительную массу покоя и называется массивной.
Все составные частицы являются массивными. Барионы (что означает «тяжёлый») имеют большую массу, чем мезоны (что означает «промежуточный»), которые, в свою очередь, тяжелее лептонов (что означает «лёгкий»), но самый тяжёлый лептон (частица тау) тяжелее, чем два самых лёгких аромата барионов (нуклонов). Также очевидно, что любая частица с электрическим зарядом является массивной.
При первоначальном описании в 1950-х годах термины барионы, мезоны и лептоны относились к массам; однако после того, как в 1970-х годах была принята кварковая модель, было признано, что барионы — это композиты из трёх кварков, мезоны — это композиты из одного кварка и одного антикварка, а лептоны являются элементарными и определяются как элементарные фермионы без цветового заряда.
Все безмассовые частицы (частицы, инвариантная масса которых равна нулю) являются элементарными. К ним относятся фотон и глюон, хотя последний не может быть изолирован.

### По распаду
Большинство субатомных частиц не являются стабильными. Все мезоны, а также барионы — кроме протона — распадаются под действием сильных или слабых взаимодействий. Распад протона не зафиксирован, хотя «действительно» ли он стабилен, неизвестно. Заряженные лептоны мю и тау распадаются от слабого взаимодействия; то же самое для их античастиц. Нейтрино (и антинейтрино) не распадаются, но считается, что явление нейтринных осцилляций существует даже в вакууме. Электрон и его античастица позитрон теоретически устойчивы благодаря сохранению заряда, если только не существует более лёгкой частицы, имеющей величину электрического заряда ≤e (что маловероятно).
Из субатомных частиц, которые не несут цветовой заряд (и, следовательно, могут быть изолированы), только фотон, электрон, нейтрино, несколько атомных ядер (включая протон) и их античастицы могут оставаться в одном и том же состоянии неопределённо долго.

## Другие свойства
Все наблюдаемые субатомные частицы имеют электрический заряд, целочисленный и кратный элементарному заряду. Кварки Стандартной Модели имеют «нецелые» электрические заряды, а именно кратные 1⁄3 e, но кварки (и другие комбинации с нецелым электрическим зарядом) не могут быть изолированы из-за конфайнмента. Для барионов, мезонов и их античастиц заряды составляющих кварков суммируются до целого кратного e.
Благодаря работам Альберта Эйнштейна, Сатьендры Ната Бозе, Луи де Бройля и многих других, современная научная теория утверждает, что все частицы также имеют волновую природу. Это было проверено не только для элементарных, но и для составных частиц, таких как атомы и даже молекулы. Фактически, согласно традиционным формулировкам нерелятивистской квантовой механики, дуальность волны и частицы применима ко всем объектам, даже к макроскопическим; хотя волновые свойства макроскопических объектов не могут быть обнаружены из-за их малых длин волн.
Взаимодействия между частицами тщательно изучались на протяжении многих веков, и в основе поведения частиц при столкновениях и взаимодействиях лежат несколько простых законов. Наиболее фундаментальными из них являются законы сохранения энергии и сохранения импульса, которые позволяют проводить расчёты взаимодействия частиц в масштабах, варьирующихся от звёзд до кварков.